# Покорский-Жоравко, Александр Иванович
Александр Иванович Покорский-Жоравко (1813—1874) — статский советник, пчеловод Российской империи; автор ряда научных трудов о пчеловодстве.

## Биография
Александр Покорский-Жоравко родился 20 июня 1813 года в городе Санкт-Петербурге; происходил из знатного малороссийского дворянского рода Покорских-Жоравко и был сыном полковника и маршала Мглинского уезда Черниговской губернии Ивана Ивановича Покорского-Жоравко. Окончил гимназию в Новгороде-Северском (1824-1830), посте чего по настоянию отца окончил юридический факультет Императорского Харьковского университета, со званием действительного студента (1834), одновременно прослушал курс лекций на естественном факультете.
31 мая 1835 года Александр Иванович Покорский-Жоравко определился на службу в Департамент Министерства юстиции Российской империи; выйдя в отставку 9 июня 1889 года, Покорский-Жоравко 28 марта 1840 года поступил в 3-й Департамент Государственных Имуществ, где 10 июня того же года назначен был помощником редактора Статистического отделения Департамента; 3 февраля 1843 года он оставил это место, а 24 августа — и службу. 
В 1842—1843 гг. он, вместе с В. М. Михайловым, был редактором «Трудов Императорского Вольно-экономического Общества», членом которого состоял, а в 1841 году Покорский-Жоравко издал под своей редакцией им же задуманный и одобренный ВЭО «Атлас Музеума Императорского Вольно-Экономического Общества» (всего вышло 13 тетрадей) с описанием и чертежами орудий и машин.
В 1857 году А. Покорский-Жоравко, в чине титулярного советника, состоял Мглинским уездным предводителем дворянства.
Александр Иванович Покорский-Жоравко умер 7 июня 1874 года имея чин статского советника.
А. И. Покорский-Жоравко был женат на Серафиме Павловне Потье де ла Фромандиер.
Покорский-Жоравко был широко известен, как пчеловод-теотерик и пчеловод-практик, имевший большую и хорошо обустроенную пасеку на хуторе Аннинске, в Мглинском уезде, Черниговской губернии, в 20 верстах к югу от города Мглина.

## Избранная библиография
Среди работ А. И. Покорский-Жоравко по вопросам пчеловодства наиболее известны следующие:
- «Появление искусственного ухода за пчелами между крестьянами в России», СПб. 1841 г.
- «Опыт исторического обзора развития пчеловодства в России», СПб. 1843, оттиск из «Трудов Императорского Вольно-Экономического Общества» за 1842 г., стр. 155—226.
- «Опыт словаря терминов, употребляемых в пчеловодстве», M. 1851.
- «Пчелы; о том, как они живут, как их размножать и как от них получать пользу» СПб. 1868 г. (см. отзыв в «Трудах Императорского Вольно-Экономического Общества» за 1869 г.).
- «О пчеловодстве в мелких хозяйствах» — в «Трудах Императорского Вольно-Экономического Общества» 1874 г., т. I, стр. 197—213 (были и оттиски).
- «Заметки на заграничные заметки» — «Труды Императорского Вольно-Экономического Общества», 1874 г., т. II, стр. 94—100 (были оттиски).
- «Употребление пчелиного клея (узы)» — «Труды Императорского Вольно-Экономического Общества», 1876 г., т. II, стр. 239—240
- «Биографический очерк П. И. Прокоповича (из рукописи А. И. Покорского-Жоравко)» — «Труды Императорского Вольно-Экономического Общества», 1876 г., т. II, стр. 431—436.
- «О медовом взятке» — «Труды Императорского Вольно-Экономического Общества», 1876 г., т. II, стр. 528—547
- «Краткие замечания по пчеловодству» — «Труды Императорского Вольно-Экономического Общества», 1876 г., т. III, стр. 76—80.
- «Случай странной болезни пчел, замеченной А. И. Покорским-Жоравко и названной им пчелиной холерой» — «Труды Императорского Вольно-Экономического Общества», 1876 г., т. III, стр. 80—81.
- «Замечания об искусственном освежении воздуха в ульях» — в «Труды Императорского Вольно-Экономического Общества» 1842 г., ч. I, стр. 209—232 и отд. отт. б. о. года и м. п., 8°.
- В изданном А. А. Саблуковым, на русском и немецком языках, «Описании русского ухода за пчелами» П.-Ж. поместил известие о системе ухода за пчелами П. И. Прокоповича (изд. 1841 г.).
- «Конопля и ее значение в некоторых местностях России» (№ 2), «Сельское хозяйство» 1862 г.
- «Гребенчатая шандра» (№ 10), «Сельское хозяйство» 1862 год[4].